# Mannen som dog som en lax
Mannen som dog som en lax är en roman skriven av Mikael Niemi och utgiven 2006. Boken är en kriminalberättelse, en kärlekshistoria med komplikationer och samtidigt en vild skröna från dagens Tornedalen. I boken belyser författaren på ett ingående sätt tornedalsfinskans situation i dagens Pajala.

## Handling
Mannen som dog som en lax inleds med att en hemhjälp finner den pensionerade folkskolläraren och tullaren Martin Udde död i sitt hem i Pajala. Han är mördad på ett mycket grymt sätt, med ett ljuster. In från Stockholm flygs den unga, men kompetenta, Therese Fossnes från rikskrim. Misstankarna faller snabbt på enslingen Esaias Vanhakoski för hans uttalade hat mot den mördade - som mer eller mindre ägnat sitt liv åt att utrota tornedalsfinskan, tornedalingarnas eget minoritetsspråk. En kärlekshistoria mellan Esaias och polisen Therese uppstår.
Under stor del av boken får mordet stå tillbaka för berättelser om Tornedalens historia, från den tid då nomadfolk vandrade in från Ryssland fram till efter andra världskrigets härjningar. Boken innehåller också mycket information om tornedalsfinskan, om hur den är uppbyggd, vem som talar den och varför, samt hur svensk myndighet har försökt utrota den.